# فورغوباومورن
فورغوباومورن (بالإنجليزية: Furggubäumhorn)‏ هو أحد جبال سلسلة جبال الألب ليبونتيني وجزء من القمة الأم هيلسينورن يقع في كانتون فاليز، سويسرا. يبلغ ارتفاع الجبل حوالي 2985 متر، بينما يبلغ ارتفاع نتوء الجبل 253 متر.